# Гормоны задней доли гипофиза
Гормоны задней доли гипофиза — на самом деле гормоны, производимые в гипоталамусе и транспортируемые в заднюю долю гипофиза (так называемый нейрогипофиз) по аксонам, проникающим из гипоталамуса в гипофиз.
Гормоны задней доли гипофиза участвуют в регуляции артериального давления, водного обмена, свёртываемости крови, тонуса гладкой мускулатуры сосудов, внутренних органов и матки, а также в регуляции некоторых психических функций, поскольку являются не только гормонами, но и важными нейропептидами.
К гормонам задней доли гипофиза относятся:
- окситоцин
- антидиуретический гормон, или вазопрессин.

В начале изучения функций нейрогипофиза предполагалось, что антидиуретический гормон и вазопрессин — не одно и то же, что их аминокислотная последовательность различна. Соответственно, тогда полагали, что нейрогипофиз секретирует не два, а три различных гормона: окситоцин, вазопрессин и антидиуретический гормон (адиурекрин). Следы такого понимания функций нейрогипофиза можно найти в старых (60-х годов) книгах по физиологии.
Позже была установлена полная структурная идентичность вазопрессина и антидиуретического гормона и, соответственно, синонимичность этих понятий.
В действительности один и тот же гормон вазопрессин реализует антидиуретический и прессорный эффекты разными механизмами, воздействуя на разные подтипы вазопрессиновых рецепторов: V1 и V2.